# صید قزل‌آلا در آمریکا
صید قزل‌آلا در آمریکا (به انگلیسی: Trout Fishing in America) رمانی نوشته ریچارد براتیگان است که در سال ۱۹۶۷ منتشر شد. این داستان نخستین کتاب براتیگان محسوب می‌شود، گرچه دومین کتاب چاپ‌شده وی به شمار می‌رود.

## ترجمه فارسی
از این کتاب تا کنون دو ترجمه به فارسی منتشر شده‌است.
1. - صید قزل‌آلا در آمریکا، ترجمهٔ پیام یزدانجو. تهران:نشر چشمه ۱۳۸۴
2. - صید قزل‌آلا در آمریکا، ترجمهٔ هوشیار انصاری‌فرد. تهران: نشر نی ۱۳۸۵